# Jérôme Jaegen
Jérôme (Hieronymus) Jaegen, né à Trèves le 23 août 1841 et mort dans la même ville le 26 février 1919, est une figure du catholicisme social en Allemagne, reconnu vénérable par l'Église catholique. Il a secouru bon nombre de petits chefs d'entreprise et d'ouvriers victimes de la Grande Dépression (1873-1896).

## Militaire, ingénieur, banquier
Il combat dans les régiments rhénans des troupes prussiennes lors de la bataille de Sadowa en 1866 dont la victoire entraîne la dissolution de la Confédération germanique pour donner la confédération de l'Allemagne du Nord. Il est ingénieur de 1863 à 1879. Exclu de ses fonctions en raison du Kulturkampf, il est contraint de se réorienter vers le métier de banquier et crée une banque sociale pour venir en aide aux déshérités : la Volksbank.

## Action catholique et sociale
Par la suite, il s'oppose au Kulturkampf et aux discriminations dont sont victimes les catholiques en développant des actions sociales en faveur des personnes touchées par la dépression économique qui sévit en Allemagne depuis le krach de Vienne en 1873 et plus largement sur le continent européen. Son zèle en faveur des plus pauvres marque Edith Stein qui en fait mention dans l'une de ses lettres et est l'un des éléments déclencheurs de sa conversion au catholicisme.
Il est député à la Chambre des représentants de Prusse de 1893 à 1907et établit un lien entre la politique et la mystique en tenant un journal de ses méditations qui est découvert à sa mort en 1910,. Il est reconnu vénérable le 26 juin 2006 par Benoît XVI.

## Spiritualité
Sa spiritualité est très mystique et intellectualisée. Ses écrits mêlent à la fois des éléments autobiographiques et des exposés de théologie dogmatique et doctrinale, ce qui les rend difficiles à classer dans une spiritualité particulière.